# Wanda Fukała
Wanda Stefania Fukała z domu Kaczmarczyk (ur. 2 września 1935 w Katowicach) – polska florecistka.

## Kariera
Sześciokrotna brązowa medalistka mistrzostw Polski indywidualnie, dwunastokrotnie drużynowo (z Górnikiem 1920 Katowice i GKS Katowice). Olimpijka, brała udział w igrzyskach w Rzymie w 1960 (indywidualnie bez zwycięstwa, drużynowo 2 wygrane walki, Polki zajęły miejsce 5-8) i w Meksyku w 1968 (walczyła tylko w jednym meczu drużynowym, bez zwycięstw). Zasłużony Mistrz Sportu.